# Jean Desvilles
Jean Desvilles est un réalisateur, producteur, scénariste et peintre français né le 13 mai 1931 à Paris, où il est mort le 2 janvier 2023.

## Biographie
Peintre de formation, Jean Desvilles rencontre Max Ernst et réalise son premier film de court métrage sur les œuvres picturales de sa femme Dorothea Tanning : Le Regard ébloui puis un autre film sur Une semaine de bonté de Ernst.
Il rencontre Pablo Picasso avec le concours de Michel Leiris, qui lui écrit le commentaire de son troisième film Picasso, romancero du picador, avec la voix d’Alain Cuny et une musique de Georges Delerue.
Viennent ensuite plus de 100 films de courts métrages, consacrés à des artistes peintres, sculpteur, poètes ou écrivains.
Il reçoit de nombreuses récompenses du CNC et ses films représentent la France dans plus de 50 festivals dans le monde entier.
Il réalise ensuite différents films historiques et sociaux, tels que La Commune de Paris 1871, retraçant la vie et l’insurrection de la Commune de Paris, puis  Le Cours d'une vie Louis Lecoin, vaste panorama des mouvements anarchistes de 1920 à 1970 qui a provoqué le vote par l’Assemblée nationale du nouveau statut des « objecteurs de conscience », avec la participation d’Yves Montand et de nombreux artistes et représentants politiques.
Il consacre également un film important à Jacques Prévert retraçant sa vie et son œuvre.
Simultanément il réalise deux séries de 26 films de dessins animés de 13 minutes, Boule et Bill, tiré de la parution « Spirou » d’après des dessins de Roba.
Cette prolixité et cet éclectisme n’excluent jamais la qualité puisqu’un très grand nombre de ses réalisations sont primées et distribuées dans le monde entier.
Puis Jean Desvilles décide de passer au long métrage. Il écrit et réalise Le Revolver et la Rose interprété par Michael Lonsdale, Silvia Monfort, Danièle Volle, Louise Leiris, Jean-François Maurin.
Pour le producteur Raymond Danon et sa société Fox-Lira Films, il écrit et met en scène un nouveau long métrage Les Anges, avec comme interprètes Michel Bouquet, Françoise Prévost, Didier Haudepin, Bruno Pradal, Louis Velle et Madeleine Ozeray.
D'autre part, il réalise des films publicitaires ainsi que des émissions de télévision pour France 2, France 3, TF1 et  particulièrement, pendant 10 ans, des sujets pour la célèbre émission des frères Bogdanoff Temps X.
Enfin, au théâtre Le Lucernaire, il met en scène son adaptation de la Philosophie dans le boudoir du marquis de Sade, avec Gérard Chevalier.
Conjointement à ces activités télévisuelles, tant en films qu’en vidéo, il poursuit une carrière dans le film industriel et l’audiovisuel.
Le Centre Pompidou, lors du Festival du film sur l'art, lui consacre une rétrospective[Quand ?].

## Filmographie

### Comme réalisateur

#### Documentaires (sélection non exhaustive)
- 1960 : Le Regard ébloui
- 1961 : Une semaine de bonté
- Picasso, romancero du picador
- 1966 : Paris au temps des cerises : La Commune, moyen métrage (coréalisateur avec Jacques d'Arribehaude)
- Le Cours d'une vie : Louis Lecoin, moyen métrage (réalisateur)
- 1976 : Jacques Prévert moyen métrage, (réalisateur et scénariste)
- Paul Belmondo, sculpteur
- Chardin
- Rembrandt
- Grunewald
- Maurice Baskine
- Monique Baroni
- Pierre Lagénie
- Salut Boris Vian
- Alphonse Allais, l'humour en liberté
- La Commune de Paris
- La Guerre des crayons
- 1848, une immense espérance
- La Grande Aventure de Montparnasse
- Le Centenaire du Salon d'automne
- Triomphe des Champs-Élysées
- 100 ans d'art de la Côte d'Azur
- Michèle Battut, peintre
- Frédéric Menguy, peintre
- Richard de Prémare, peintre

#### Longs métrages
- 1969 : Decameron '69 (comme Jean Desiulles, (réalisateur)
- 1970 : Le Revolver et la Rose (réalisateur et scénariste)
- 1973 : Les Anges (réalisateur et scénariste)
- 1975 : Mais où sont passées les jeunes filles en fleurs ? (réalisateur et scénariste)

### Comme producteur
- 1968 : La Trêve de Claude Guillemot
- 1969 : Ciné-Girl de Francis Leroi
- 1973 : Les Anges (réalisateur et scénariste)
- 1975 : Mais où sont passées les jeunes filles en fleurs (réalisateur et scénariste)

### Comme acteur
- 1977 : Le beaujolais nouveau est arrivé de Jean-Luc Voulfow